# 613
Раннє Середньовіччя. Триває чума Юстиніана. У Східній Римській імперії продовжується правління Іраклія. Частина території Італії належить Візантії, на решті лежить Лангобардське королівство. Франкське королівство об'єдналося під правлінням Хлотара II. Іберію займає Вестготське королівство. В Англії триває період гептархії. Авари та слов'яни утвердилися на Балканах. Центр Аварського каганату лежить у Паннонії.
Китай об'єднаний під правлінням династії Суй. Індія роздроблена. В Японії триває період Ямато. У Персії править династія Сассанідів. Степову зону Азії та Східної Європи контролює Тюркський каганат, розділений на Східний та Західний.
На території лісостепової України в VII столітті виділяють пеньківську й празьку археологічні культури. У VII столітті продовжилося швидке розселення слов'ян. У Північному Причорномор'ї співіснують різні кочові племена, зокрема кутригури, утигури, сармати, булгари, алани, авари, тюрки.

## Події
- Візантійський імператор Іраклій коронував співправителем свого сина Костянтина III.
- Перський полководець Шарбараз захопив Дамаск, і Візантійська імперія розрізана на дві частини.
- Битва при Антіохії. Сирія та Східна Анатолія приєднані до Перської імперії.
- У Франкському королівстві помер Теодоріх II. Брунгільда спробувала проголосити королем свого правнука Сігеберта II, але великі феодали Бургундії повстали проти неї, а великі феодали Австразії викликали сина Фредегунди Хлотара II. Хлотар здобув перемогу над Сільгебертом, стратив його і ще одного його брата і Брунгільду, і об'єднав усе королівство під своїм правлінням.
- Король Вестготського королівства Сісебут розпочав кампанію насильницького навернення євреїв до християнства. Охрестилося близько 90 тис. євреїв, чимало втекло в Галлію.
- Магомет почав публічно проповідувати іслам.